# سبخة سيدي علي المكي

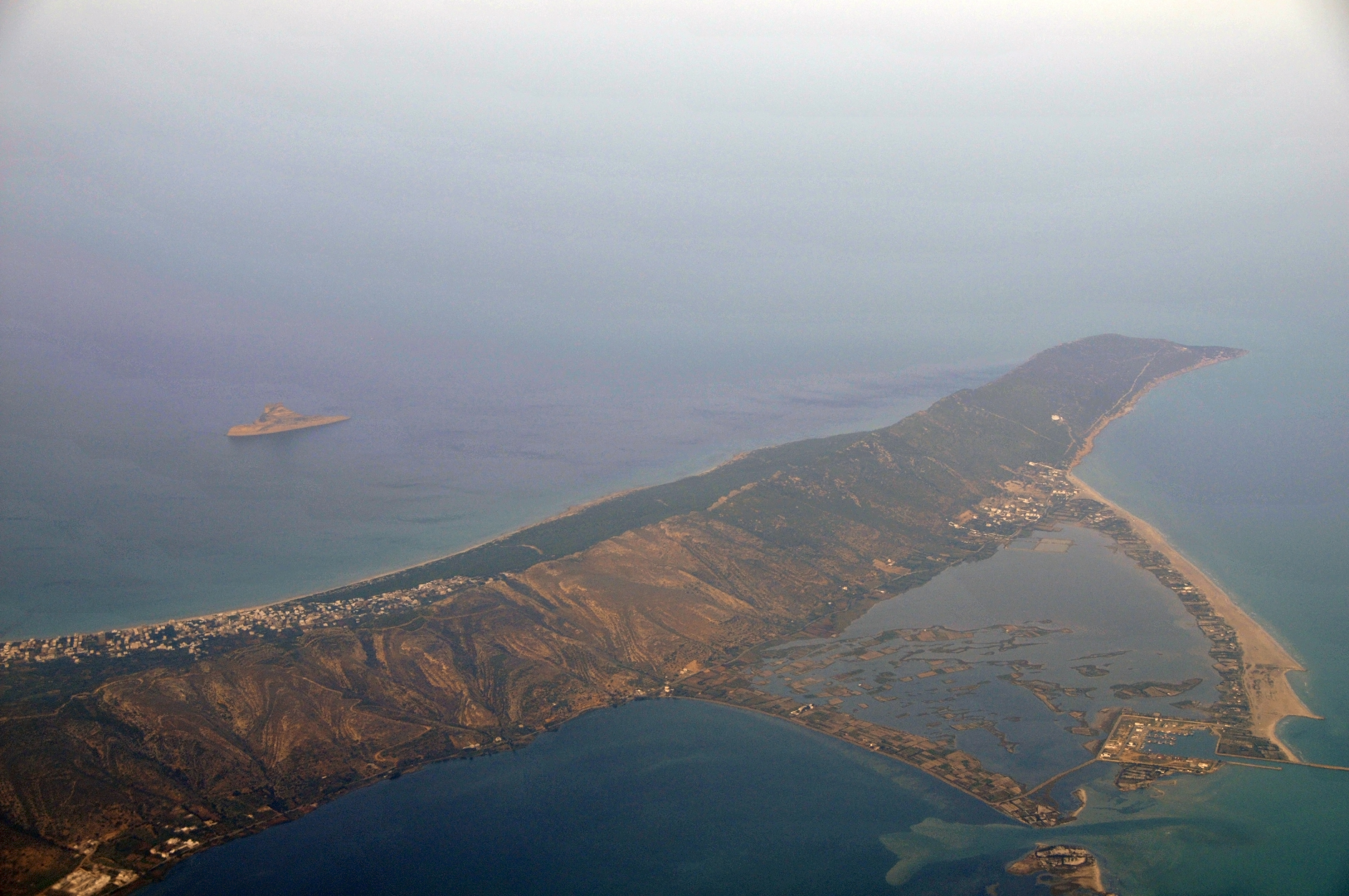
صورة جوية تظهر سبخة سيدي علي المكي (على اليمين في الوسط) وبحيرة غار الملح (على اليسار في الأسفل) ورأس الطرف وجزيرة بيلو

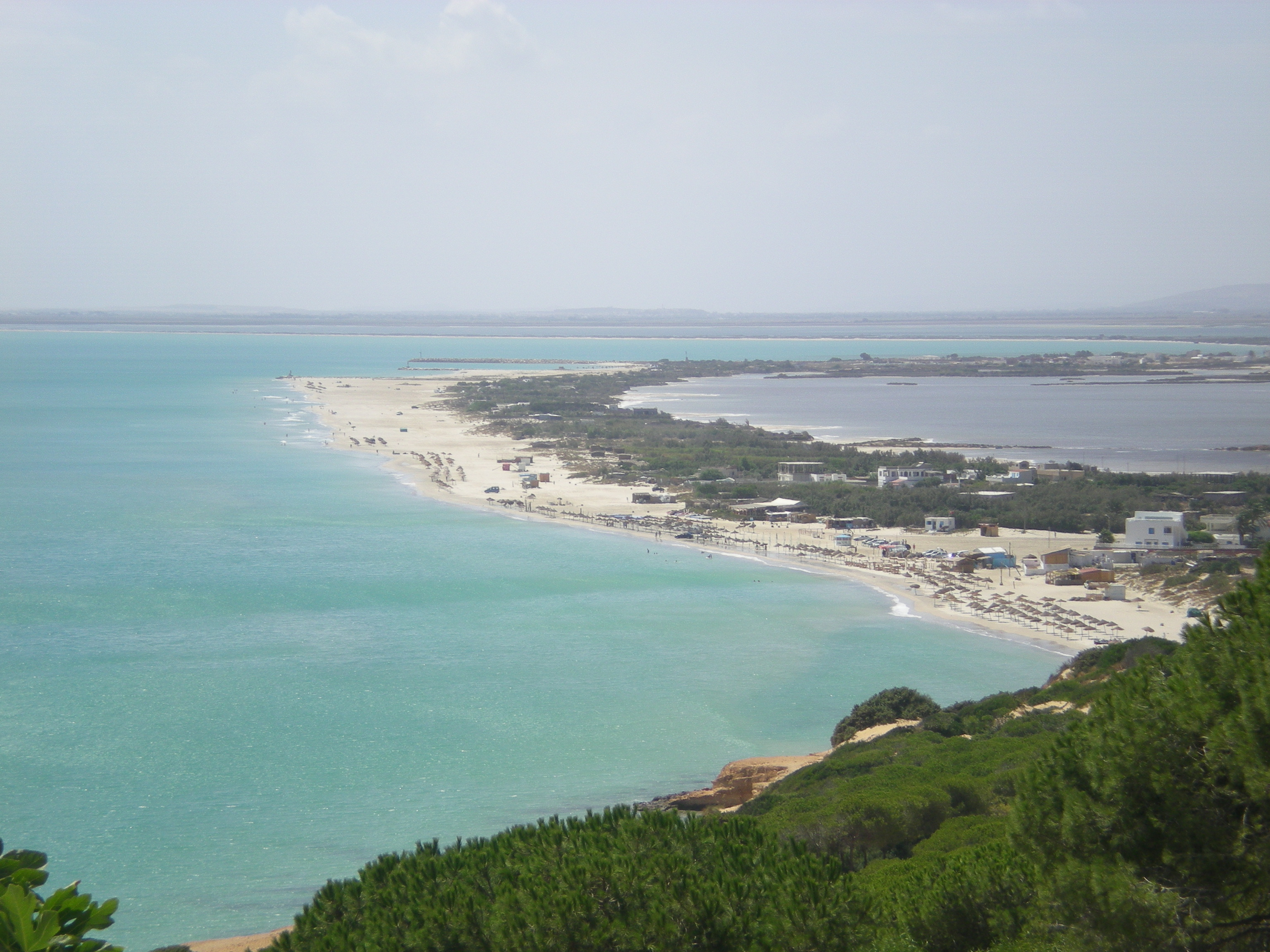
سبخة سيدي علي المكي (على اليمين) وخليج تونس (على اليسار)

سبخة سيدي علي المكي سبخة ساحلية تقع شمال البلاد التونسية، شمال شرقي بحيرة غار الملح. وهي تتبع إداريا لولاية بنزرت. 
| سبخة سيدي علي المكي |